# Soča (Bovec)
Soča é uma vila localizada no município de Bovec na Eslovênia. Possuía uma população estimada de 137 habitantes em 2020.